# Think different
"Think different"（シンク・ディファレント）とは、1997年のApple Computerの広告キャンペーンのスローガン。アメリカ合衆国の広告代理店TBWA\CHIAT\DAYのロサンゼルス・オフィスが制作を担当した。

## 概要
このスローガンは、テレビコマーシャルのほか、印刷広告や個別のApple製品のテレビ広告などでも使用された。このスローガンの使用は、これに続く広告キャンペーンであった Apple Switch 広告キャンペーンが2002年に始まるまで続けられた。このスローガンは、昔から業界に定着していたIBMの初代社長トーマス・J・ワトソンが生み出したモットー「Think」を踏まえて、一捻り加えたものであるように受けとられた。当時IBMは、パソコン市場においてAppleの直接のライバルのひとつであった。はっきりしていたのは、Appleのこのスローガンが、IBMに起源を持つPC/AT互換機とWindowsを購入しようかと思っている消費者に向けられた、より賢明な選択肢としてApple製品を提示しようとするものであったということである。

## テレビ広告
"Crazy Ones"（「いかれた奴ら」の意）として知られる、2種類のテレビコマーシャルでは、かなり短く編集されたテキストが用いられていた。このコマーシャルの監督はChiat/Dayのジェニファー・ゴラブ（Jennifer Golub）で、彼女はジェシカ・シュルマン(Jessica Schulman)、イヴォンヌ・スミット(Yvonne Smit)と共にアート・ディレクターのクレジットにも名を連ねている。ナレーションはリチャード・ドレイファスで、放送されなかった別バージョンにはスティーブ・ジョブズの声を使ったものもあった。
"Think different" というキャッチコピーは、Chiat/Dayのアート・ディレクターだったクレイグ・タニモト（Craig Tanimoto）によるもの。コマーシャルには、様々な別バージョンのテキストが用意されたが、その文章を書いたのは、ロブ・シルタネン(Rob Siltanen)とケン・シーガル(Ken Segall)であった。
60秒版は、白黒のフィルム映像で構成され、20世紀に活躍した17人の象徴的人物を取り上げている。登場順に列挙すると、アルベルト・アインシュタイン、ボブ・ディラン、マーティン・ルーサー・キング・ジュニア、リチャード・ブランソン、ジョン・レノン（オノ・ヨーコと共に）、バックミンスター・フラー、トーマス・エジソン、モハメド・アリ、テッド・ターナー、マリア・カラス、マハトマ・ガンディー、アメリア・イアハート、アルフレッド・ヒッチコック、マーサ・グレアム、ジム・ヘンソン（カエルのカーミットと共に）、フランク・ロイド・ライト、パブロ・ピカソとなる。コマーシャルは最後に、小さな少女が、あたかも何かを願うかのように閉じていた眼を開く映像で終わる。この最後のカットは、ターセム・シンが監督したディープ・フォレストの曲「Sweet Lullaby」のミュージック・ビデオ（数バージョンあるビデオのうち、Round the World Mixと称されるもの）から流用されており、少女はシンの姪であるシャーン・サホタ(Shaan Sahota)である。
30秒版は、60秒のバージョンを圧縮し、17人のうち11人を取り上げ、最後には少女ではなくジェリー・サインフェルドが登場する。登場順に列挙すると、アルベルト・アインシュタイン、ボブ・ディラン、マーティン・ルーサー・キング・ジュニア、ジョン・レノン、マーサ・グレアム、モハメド・アリ、アルフレッド・ヒッチコック、マハトマ・ガンディー、ジム・ヘンソン、マリア・カラス、パブロ・ピカソ、ジェリー・サインフェルドとなる。このバージョンが放送されたのは、1998年5月14日の『となりのサインフェルド』の最終話の放送のときだけであった。
"Think different" のメッセージが登場する初期の広告の例としては、Appleのロゴの色がとられる何か月も前の1998年2月4日に放映された、カタツムリがインテルPentium IIのチップを背中に載せてゆっくりと進んでいく映像に、Power Macintosh G3ならその2倍も速いとコメントが続くコマーシャルが挙げられる

## コンセプト、哲学、背景
当時、Appleの CEOに復帰したばかりだったスティーブ・ジョブズは、Apple社内でより強化されるべきだと考えていた哲学を、キャンペーンに反映させて展開することを指示した。ジョブズは、Appleの共同創業者の1人であったが、CEO復帰当時の状況は困難なものであった。
1994年のPBSのドキュメンタリー番組『One More Thing』のインタビューで、ジョブズは次のように述べている。
When you grow up, you tend to get told the world is the way it is and your life is just to live your life inside the world. Try not to bash into the walls too much. Try to have a nice family life, have fun, save a little money.

That’s a very limited life. Life can be much broader once you discover one simple fact, and that is - everything around you that you call life, was made up by people that were no smarter than you. And you can change it, you can influence it, you can build your own things that other people can use.
The minute that you understand that you can poke life and actually something will, you know if you push in, something will pop out the other side, that you can change it, you can mold it. That’s maybe the most important thing. It’s to shake off this erroneous notion that life is there and you’re just gonna live in it, versus embrace it, change it, improve it, make your mark upon it.
I think that’s very important and however you learn that, once you learn it, you’ll want to change life and make it better, cause it’s kind of messed up, in a lot of ways. Once you learn that, you’ll never be the same again.

大人になると、この世界とはこういうもので、自分の人生も、その中にある人生を生きることだ、と言い聞かされることになりがちだ。壁を叩くようなことはしすぎるな。良い家庭をもって、楽しみ、少しばかりの金を貯めよう。
そういうのは、とても制約された人生だ。たったひとつ、単純な事実に気づけば、人生は可能性がずっと開けたものとなる。それは、自分を取り囲んでいるすべてのもの、人生と呼んでいるものが、自分より賢いわけではない人々が作り出しているということだ。周りの状況は自分で変えられるし、自分が周りに影響を与えることもできるし、自分のものを自分で作ることも、他の人々にもそれを使ってもらうこともできるのだ。
人生だと思っていたことも、突いてみることができ、自分が何かを押し込むことで、反対側で何かが突き出たりするのだと悟り、人生は変えることができると理解すれば、自分で人生を造形していくことができる。それこそが、おそらく何よりも大切なことなのだ。それこそが、人生はそこにあり、自分はその中で生きるしかないという誤った考えを揺さぶって振り払い、人生を抱きしめ、変化させ、改善し、自分自身の痕跡を刻み込むということなのだ。
私はこれはとても大切なことだと思うし、どのようにそれを学んだかに関わらず、それを学んだ者は、このいろいろな意味で厄介なことがらを抱え込んだこの人生を変化させ、より良いものにしようと望むことになるのだと思っている。一度このことを学べば、それまでのままではいられないのだ。

## 印刷広告物
このキャンペーンの印刷広告は、『ニューズウィーク』や『タイム』をはじめ数多くの主要雑誌に掲載された。そのスタイルは概ね伝統的なもので、同社のコンピュータやその他の電子機器にスローガンを添えたものがほとんどだった。
これと並行して、特定の商品ではなくブランド・イメージに焦点を当てた、もうひとつの広告シリーズがあった。こちらは、歴史的人物の肖像に小さなAppleのロゴと "Think different" の言葉を一角に配しただけのもの。しばしば取り上げられた人物には、ジム・ヘンソン、ネルソン・マンデラ、リチャード・ファインマン、ジミ・ヘンドリックス、マリア・カラス、マイルス・デイヴィス、マーサ・グレアム、フランク・シナトラ、ジャッキー・ロビンソン、オーソン・ウェルズ、ベンジャミン・スポック、アンセル・アダムス、セサール・チャベス、ジョーン・バエズ、黒澤明、三宅一生、盛田昭夫、手塚治虫らがいた。

## 宣伝用ポスター
このキャンペーンでは、24インチ x 36インチサイズの宣伝用ポスターが、少ない枚数で制作された。このポスターも、歴史的人物の肖像に小さなAppleのロゴと "Think different" の言葉を一角に配していた。こうしたポスターの制作は、1997年から1998年にかけて行なわれた。
"Think different" のポスターは、少なくとも29種類が制作された。セット別に示すと以下の通りである。
Set 1
- アメリア・イアハート
- アルフレッド・ヒッチコック
- パブロ・ピカソ
- マハトマ・ガンディー
- トーマス・エジソン

Set 2
- マリア・カラス
- マーサ・グレアム
- ジョーン・バエズ
- テッド・ターナー
- ダライ・ラマ14世（権利関係の問題と政治的に繊細な問題から、公式には発表されなかった）

Set 3
- ジム・ヘンソン
- マイルス・デイヴィス
- アンセル・アダムス
- ルシル・ボールとデジ・アーナズ
- ボブ・ディラン（権利関係の問題から、公式には発表されなかった）

Set 4
- フランク・シナトラ
- リチャード・P・ファインマン
- ジャッキー・ロビンソン
- セサール・チャベス

Set 5（映画監督シリーズ：公式には発表されなかった）
- チャーリー・チャップリン
- フランシス・フォード・コッポラ
- オーソン・ウェルズ
- フランク・キャプラ
- ジョン・ヒューストン
- 黒澤明

以上のほか、バズ・オルドリン、ローザ・パークス、アリのフリックなどがこのキャンペーンで取り上げられた。
さらに、2000年頃には、11インチ x 17インチ のポスター10枚を収めた「教育者セット (Educator Set)」と通称されたセットが、Appleの教育関係の流通経路を通して配られた。Appleが送った箱には、ビニールで梱包された10枚の小さなポスターが、合わせて3組収められており、箱の蓋は「Crazy Ones」のオリジナル Think different ポスターのコピーになっていた。
Educator Set
- アルベルト・アインシュタイン
- アメリア・イアハート
- マイルス・デイヴィス
- ジム・ヘンソン

- ジェーン・グドール
- マハトマ・ガンディー
- ジョン・レノンとオノ・ヨーコ
- セサール・チャベス
- ジェームズ・ワトソン
- パブロ・ピカソ

## テキスト
オリジナル版：
オリジナルのロング・バージョンのCMのナレーション用のものとして、Appleが作成したポスターに記された文言は以下の通りである。
The Crazy Ones
オリジナル| 「 | Here’s to the crazy ones. The misfits. The rebels. The troublemakers. The round pegs in the square holes. The ones who see things differently. They’re not fond of rules. And they have no respect for the status quo. You can quote them, disagree with them, glorify or vilify them. About the only thing you can’t do is ignore them. Because they change things. They invent. They imagine. They heal. They explore. They create. They inspire. They push the human race forward. Maybe they have to be crazy. How else can you stare at an empty canvas and see a work of art? Or sit in silence and hear a song that’s never been written? Or gaze at a red planet and see a laboratory on wheels? We make tools for these kinds of people. While some see them as the crazy ones, we see genius. Because the people who are crazy enough to think they can change the world, are the ones who do. （大意）クレイジーな人たちに祝福を。はみ出し者、反抗者、トラブルメーカー、場に馴染めない人たち。 彼らは物事に違った見方をする。彼らは規則を好まない。現状維持なんて毛頭も考えていない。君たちは彼らの言葉を引用することも、同意しないこともできるし、奴らを持ち上げることも、こき下ろすこともできる。 おそらく唯一、君たちができないことは、彼らを無視することだろう。なぜなら彼らは物事を変えてしまうからだ。彼らは発明し、想像し、癒し、探究し、創造し、ひらめきを与える。彼らは人類を前進させるのだ。 きっと彼らは、いかれずにはいられなかったのだろう。 そうするほかに、真っ白なカンバスに芸術作品を見いだす術はあるのか? 沈黙の中に誰も書いたことがない歌を聴く術はあるのか? 赤い惑星を見つめて車輪付きの実験室を考え出す術はあるのか? 私たちは、そういう種類の人間のための道具を作っている。 彼らをいかれた連中と見る人もいるが、私たちはそこに天才を見ている。世界を変えられると考えるくらいいかれた人々は、世界を変えていく人たちなのだから。 | 」 |
フル・バージョン（60秒CMのナレーション）| 「 | Here’s to the crazy ones. The misfits. The rebels. The troublemakers. The round pegs in the square holes. The ones who see things differently. They’re not fond of rules. And they have no respect for the status quo. You can quote them, disagree with them, glorify or vilify them. About the only thing you can’t do is ignore them. Because they change things. They push the human race forward. While some may see them as the crazy ones, we see genius. Because the people who are crazy enough to think they can change the world, are the ones who do. クレージーな人たちがいる はみ出し者、反逆者、厄介者と呼ばれる人達 場に馴染めない人達 物事をまるで違う目で見る人達 彼らは規則を嫌う 彼らは現状を肯定しない 彼らの言葉に心を打たれる人がいる 反対する人も 賞賛する人も けなす人もいる しかし 彼らを無視することは誰にも出来ない 何故なら、彼らは物事を変えたからだ 彼らは人間を前進させた 彼らはクレージーと言われるが 私たちは天才だと思う 自分が世界を変えられると本気で信じる人達こそが 本当に世界を変えているのだから | 」 |
ショート・バージョン（30秒CMのナレーション）| 「 | Here’s to the crazy ones. The rebels. The troublemakers. The ones who see things differently. While some may see them as the crazy ones, we see genius. Because the people who are crazy enough to think they can change the world, are the ones who do. クレージーな人たちがいる はみ出し者、反逆者、厄介者と呼ばれる人達 彼らはクレージーと言われるが 私たちは天才だと思う 自分が世界を変えられると本気で信じる人達こそが 本当に世界を変えているのだから | 」 |

## キャンペーンへの反応と影響
Think different キャンペーンが始まると、Appleにとっても TBWA\CHIAT\DAY社にとっても大きな成功をもたらすことになった。好評に迎えられたテレビのスポット広告は、1998年のエミー賞最優秀広告賞や、アメリカで最も効果を上げたキャンペーンとしての2000年のグランド・エフィー賞(Grand Effie Award)など、数多くの受賞や評価につながった。
この新しい広告キャンペーンは様々な意味で、技術の巨人としてのAppleの再興を象徴するものとなった。この広告が始まるまでAppleは、それまで最も強く支持していた顧客たちさえもが、より洗練された優れたプロセッサーを備えたライバル企業の製品に乗り換えるような事態が続いていた。なお悪いことに、Appleは数十億ドルを投じたプロジェクトでありながら批評においても、商業的にも不首尾に終わったApple Newtonの失敗によって何億ドルもの損失を出していた。Appleが初期に獲得していた「対抗文化」的なイメージを訴えることで、Think different キャンペーンはスティーブ・ジョブズの復帰とともに、同社に明るいスポットライトを引き戻し、さらに、その後に発表され大成功したiMacや、さらに後のmacOSなど、新製品の多くに注目を集めた。

## キャンペーン終了後のリバイバル

### 製品の梱包
2009年後半以降、iMac コンピュータの仕様書を収めた小箱には次のような注記が付されている。
Macintosh     Think different.
それまでの梱包では、仕様書の下にはAppleのウェブサイトのURLが記されていた。
このような目立たない形での使用は、Appleがこの2つの商標登録を維持していきたいという意思表示であるように見える。多くの判例では、商品に商標を付け続けることが商標登録を維持するためには必要であると判断されているが、同社の2015年のマーケティングにおいて、いずれ商標も（「Macintosh」も「Think different」も）現在は広く使用されていないという状況がある（「Macintosh」について付言すれば、今日では通常の販売活動において、Appleのコンピュータは単に「Mac」と呼ばれている）。

### Mac OS X
Mac OS X Leopardで導入されたテキストエディットの高解像度アイコンや、Mac OS X Lionで導入された "All My Files" ファインダーのアイコンには、やや短縮された "Crazy Ones" のテキストが流用されている。

### Apple.com
Appleのホームページ (Apple.com) は、これまでに少なくとも5回、当初のキャンペーンには含まれていなかった人物の肖像を、Think differentのスローガンと共に大きく掲げたことがある。
- 2001年、ジョージ・ハリスンが死去した際
- 2002年、ジミー・カーターがノーベル平和賞を受賞した際
- 2003年、グレゴリー・ハインズが死去した際
- 2005年、ローザ・パークスが死去した際
- 2007年、アル・ゴアがノーベル平和賞を受賞した際

## パロディ
テレビ・アニメ『ザ・シンプソンズ』のエピソード「Mypods and Boomsticks」では、このスローガンがネタにされ、文法的に正しいとは言えないことを踏まえて "Think differently"  と記されていた。
Valve CorporationによるSteamのMac OS X版のリリースに際して、バルブ社はゲーム『Left 4 Dead』の登場人物で、ゲーム中に様々なものを嫌う(hating various things)、フランシス(Francis)を取り上げた広告を展開した。そのスローガンは、"I hate different" であった。その後、ゲーム『Team Fortress 2』マック版がリリースされた際、その予告編は "Think bullets" で締めくくられていた。